# Harle (zoologie)
Pour l’article ayant un titre homophone, voir Arles.
Taxons concernés
Les espèces des genres :
- Lophodytes
- Mergellus
- Mergusmodifier

Le nom de « harle » désigne plusieurs espèces d'oiseaux aquatiques de la famille des Anatidae et autrefois regroupées dans un seul genre, Mergus. Désormais, seules quatre espèces actuelles sont placées dans le genre Mergus, et deux autres sont traitées dans les genres monotypiques Lophodytes (le Harle couronné) et Mergellus (le Harle piette). Au Québec, le harle couronné et le grand harle sont aussi appelés des "becs-scies".

## Liste des espèces
- Mergellus albellus – Harle piette
- Lophodytes cucullatus – Harle couronné
- †Mergus australis – Harle austral
- Mergus octosetaceus – Harle huppard
- Mergus merganser – Harle bièvre ou Grand Harle
- Mergus serrator – Harle huppé
- Mergus squamatus – Harle de Chine